# Нагаяма Такэсиро
Нагаяма Такэсиро (яп. 永山 武四郎 Нагаяма Такэсиро:, 28 мая 1837 — 27 мая 1904) — японский государственный и военный деятель, губернатор префектуры Хоккайдо (1888—1891), генерал-лейтенант Императорской армии Японии, член Палаты пэров Японии (1903—1904), барон (с 4 декабря 1895).

## Биография
Родился в деревне Нисида (ныне район Якуси города Кагосима) как четвёртый сын Нагаямы Морихиро, вассала даймё Сацумы, но был усыновлён Нагаямой Кихатиро. Участвовал в войне Босин, а в июле 1871 года получил звание капитана.
В сентябре 1872 года перешёл на службу в Комиссию по развитию Хоккайдо. В марте 1875 года произведён в майоры. В апреле 1877 года принял командование 1-м батальоном Тондэнхэя, а в 1877 году участвовал в подавлении Сацумского восстания под командованием полковника Хори Мотои. Проработав некоторое время в военном министерстве, в мае 1885 года стал генерал-майором и заместителем начальника штаба Тондэнхэй, после чего отправился в командировку в Европу и Америку на один год. В июне 1888 года Нагаяма был назначен губернатором префектуры Хоккайдо. В августе 1889 года вступил в должность командующего Тондэнхэя, а после ухода с поста губернатора Хоккайдо в мае 1895 года стал командиром 7-й дивизии. В октябре того же года произведён в генерал-лейтенанты и служил до апреля 1900 года. После ухода из армии с 20 ноября 1903 года являлся членом Палаты пэров. В 1904 году на собрании в Токио потерял сознание и 27 мая умер. Осознавая свкорую смерть, Такэсиро попросил своих близких друзей похоронить его тело на Хоккайдо. Согласно завещанию, Нагаяма Такэсиро был похоронен на кладбище Тоёхира в Саппоро. Позже был перезахоронен на кладбище Сатодзука. Является синтоистским божеством почитаемым в храмах Камикава-дзиндзя и Нагаяма-дзиндзя в Асахикаве, а также в Хоккайдо-дзингу в Саппоро.

## Семья
Старший брат, Нагаяма Моритэру, губернатор префектур Нагано и Ниигата. Старший сын, Нагаяма Такэтоси, полковник Императорской армии и член Палаты пэров. Четвёртая дочь, Абэ Мицу, японский поэт в жанре хайку.

## Награды
- Орден Восходящего солнца 3 класса (7 апреля 1885)
- Орден Священного сокровища 2 класса (26 мая 1893)
- Орден Восходящего солнца 2 класса (20 августа 1895)
- Орден Священного сокровища 1 класса (4 мая 1900)
- Орден Восходящего солнца 1 класса (27 мая 1904)[2]